# Teresa Burga
Teresa Burga (née en 1935, à Iquitos au Pérou et morte à Lima le 11 février 2021) est une artiste contemporaine féministe péruvienne.
Elle est reconnue comme une pionnière de l'art multimédia et de l'installation, grâce à ses pièces conceptuelles de la fin des années 1960 et des années 1970. Elle est dessinatrice.

## Jeunesse
Teresa Burga étudie la peinture à l'Université pontificale catholique du Pérou à Lima, dont elle est diplômée en 1965. Grâce à une bourse Fulbright, elle fréquente l'École de l'Art Institute of Chicago à partir de 1968 et obtient un diplôme en 1970.

## Carrière
Dans les années 1960, Teresa Burga est membre du groupe Arte Nuevo (1966-1968), aux côtés de Luis Arias Vera, Gloria Gómez-Sánchez, Jaime Dávila, Víctor Delfín, Emilio Hernández Saavedra, José Tang, Armando Varela et Luis Zevallos Hetzel. Le groupe a largement œuvré à l'introduction des nouvelles tendances avant-gardistes dans le contexte péruvien, comme le Pop art, l'Op art et la performance.
Durant cette période, elle expose au Pérou et en Argentine, dont deux expositions personnelles de sa série d'estampes Lima imaginada à Lima, à la galerie Cultura y Libertad en 1965, à la galerie Siglo XXI en 1966, à Buenos Aires.
Lors de son retour au Pérou, après des études à Chicago, le pays connait le gouvernement militaire du général Juan Velasco Alvarado. Dans le cadre de la politique populiste du régime, les propositions expérimentales de Teresa Burga sont considérées comme ne possédant pas une « identité péruvienne » suffisante et les propositions d'exposition de l'artiste sont sévèrement limitées.
Elle réalise, néanmoins, deux installations multimédia majeures, de grande échelle, à la galerie de l'Instituto Cultural Peruano Norteamericano de Lima: Autorretrato. Estructura-Informe 9.6.72 (Autoportrait. Structure-report) en 1972 et Cuatro mensajes (Quatre messages), en 1974.
Après un retrait de la vie artistique dans les années 1980, Teresa Burga revient sur le devant de la scène dans les années 2000, par l'intérêt croissant des historiens de l'art pour son travail.

## Œuvres majeures
Selon la conservatrice mexicaine Tatiana Cuevas, l'œuvre la plus emblématique de Teresa Burga est le projet Perfil de la mujer peruana (Profil de la femme péruvienne), réalisé avec la psychologue Marie-France Cathelat en 1980-1981. Cette enquête multidisciplinaire analyse la situation des femmes au Pérou en tenant compte de leurs caractéristiques et circonstances affectives, psychologiques, sexuelles, sociales, éducatives, culturelles, linguistiques, religieuses, professionnelles, économiques, politiques et juridiques. Il s'agit d'un exemple du féminisme de deuxième vague en Amérique latine.
Le projet est initialement présenté en 1981 lors du I Coloquio de Arte No-Objetual y Arte Urbano (1er Symposium d'art non-objectif et urbain) au musée d'art moderne de Medellín en Colombie, puis quelques mois plus tard, il a été montré dans une exposition au Banco Continental à Lima. L'enquête complète est compilée sous la forme d'un livre publié en 1981.

## Expositions
Le travail de Teresa Burga est montré lors de la LVIe Biennale de Venise sous le commissariat d'Okwui Enwezor, en 2015.
Elle participe aussi à l'exposition d'art féministe Radical Women: Latin American Art, 1960–1985, à Los Angeles, New York puis São Paulo, en 2017 et 2018.
Le Sculpture Center à New York organise, en 2017, Teresa Burga: Mano Mal Dibujada la première exposition monographique de l'artiste aux États-Unis. L'année suivante, le Migros Museum of Contemporary Art à Zurich lui consacre une grande exposition Aleatory Structures, celle-ci voyage par la suite à la Kestnergesellschaft. Un ouvrage monographique est publié à cette occasion.

## Distinction
Le gouvernement péruvien décerne, en 2016, à Teresa Burga la distinction de Personalidad Meritoria de la Cultura pour son apport à l'art.